# Hervé Loilier
Hervé Loilier (1948, París) és un pintor francès contemporani. Diplomat a l'École polytechnique i a l'École nationale supérieure des arts décoratifs, Hervé Loilier fou alumne de Lucien Fontanarosa. És professor d'arts plàstiques a l'École polytechnique des del 1973 i desenvolupa la seva carrera artística en paral·lel. És oficial de les Palmes Acadèmiques i cavaller d'Arts i Lletres.
Hervé Loilier ha exposat a diverses galeries i a diversos països: Alemanya, Corea del Sud, Estats Units, França, Índia, Japó, Mèxic i Veneçuela. Cal destacar les seves exposicions als museus següents:
- Museu Hans-Thomas de Bernau im Schwarzwald (Alemanya)
- Museu metropolità de les arts de Tòquio (Japó)
- Centre d'art contemporani de Chihuahua (Mèxic)
- Museu d'art INBA de Ciudad Juárez (Mèxic).

## Obres
- École polytechnique. Art et architecture (en francès), 1984. ISBN 273020069X.
- Éditions Ellipses Marketing. Histoire des arts : de la Renaissance à nos jours (en francès), 1997, p. 240. ISBN 978-2-7298-9660-7.
- Éditions Ellipses Marketing. Florence - Voyage dans la Renaissance italienne au XVe siècle (en francès), 1997. ISBN 978-2-7298-5610-6.
- Éditions Ellipses Marketing. Histoire de l'art (en francès), 1998, p. 424. ISBN 978-2-7298-9545-7.
- Éditions Ellipses Marketing. Rome : Renaissance & baroque (en francès), 1998. ISBN 978-2-7298-4740-1.
- Éditions Ellipses Marketing / Éditions de l'École polytechnique. Histoire de l'Art occidental (en francès), 2003, p. 480. ISBN 978-2-7298-1583-7.
- Éditions Le Léopard d'or. Entre Orient et Occident (en francès), 2009, p. 324.
- École polytechnique. Art et architecture (en francès), 1984. ISBN 273020069X.
- Éditions Ellipses Marketing. Histoire des arts : de la Renaissance à nos jours (en francès), 1997, p. 240. ISBN 978-2-7298-9660-7.
- Éditions Ellipses Marketing. Florence - Voyage dans la Renaissance italienne au XVe siècle (en francès), 1997. ISBN 978-2-7298-5610-6.
- Éditions Ellipses Marketing. Histoire de l'art (en francès), 1998, p. 424. ISBN 978-2-7298-9545-7.
- Éditions Ellipses Marketing. Rome : Renaissance & baroque (en francès), 1998. ISBN 978-2-7298-4740-1.
- Éditions Ellipses Marketing / Éditions de l'École polytechnique. Histoire de l'Art occidental (en francès), 2003, p. 480. ISBN 978-2-7298-1583-7.
- Éditions Le Léopard d'or. Entre Orient et Occident (en francès), 2009, p. 324.